# Parola funzione
In grammatica, una parola funzione o funzionale (o morfema grammaticale, o parola vuota; in inglese stopword, o function/structure word, o functor) è una parola, generalmente con un'alta frequenza di occorrenza nel testo e appartenente a una classe chiusa, che non veicola propriamente un significato, ma che ha semplicemente una funzione grammaticale.